# Dinamo-Eniergija Jekaterynburg
Dinamo-Eniergija Jekaterynburg (ros. Динамо-Энергия Екатеринбург) – nieistniejący rosyjski klub hokejowy z siedzibą w Jekaterynburgu.

## Historia
Dotychczasowe nazwy klubów z miasta
- Spartak Swierdłowsk (1950–1966)
- Awtomobilist Swierdłowsk (1966–1992)
- Awtomobilist Jekaterynburg (1992–1997)
- Spartak Jekaterynburg (1997–1998)
- Dinamo-Energija Jekaterynburg (1998–2006)
- Awtomobilist Jekaterynburg (od 2006)

Klub istniał w latach 1948-2007. Pierwotnie nazywał się Spartak Swierdłowsk. Jego nieoficjalnym kontynuatorem jest Awtomobilist Jekaterynburg, założony w 2007 i występujący w Kontynentalnej Lidze Hokejowej (KHL) od drugiego sezonu tych rozgrywek 2009/2010.
Trenerami klubu byli Władimir Krikunow (1996-1999), Władimir Safonow (2000-2002).

## Sukcesy
- Złoty medal wyższej ligi (5 razy): 1955, 1967, 1972, 1977, 1984

## Zawodnicy
W przeszłości w klubie kariery sportowe rozpoczynali wybitni rosyjscy hokeiści: obrońca Władimir Małachow, bramkarze Aleksiej Wołkow, Aleksandr Wjuchin, Nikołaj Chabibulin, napastnicy Siergiej Szepielew, Pawieł Daciuk, Aleksiej Jaszyn, Aleksiej Simakow, obrońca Gieorgij Miszarin.
Ponadto w zespole grali Andriej Subbotin, Aleksandr Aleksiejew, Aleksiej Badiukow, Andrej Husau, Andriej Koszkin, Andrej Pryma, Alaksiej Szczabłanau, Siarhiej Szabanau